# Stefania woodleyi
Stefania woodleyi là một loài ếch thuộc họ Hemiphractidae.
Loài này có ở Guyana và có thể cả Brasil.
Môi trường sống tự nhiên của chúng là rừng ẩm vùng đất thấp nhiệt đới hoặc cận nhiệt đới.